# 카시오페이아자리 베타

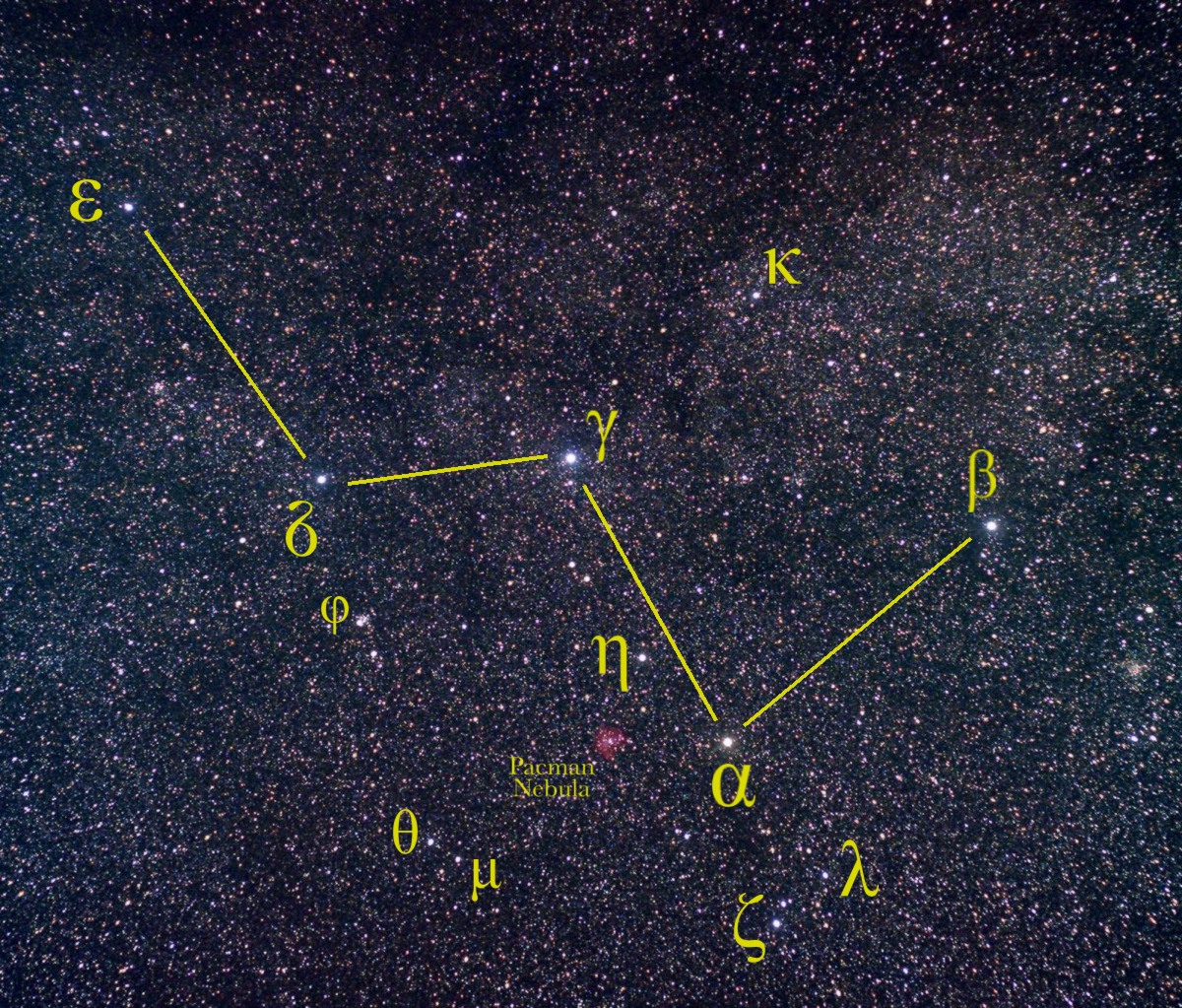

카시오페이아자리 베타(Beta Cassiopeiae)는 카시오페이아자리에 있는 별이다. 애칭으로 카프(Caph)라고도 부르며, 이는 아랍어로 kaf(손바닥)이라는 의미이다.
베타는 흰색-노란색의 F형 거성으로 겉보기 등급은 2.28이며, 방패자리 델타형 변광성이기도 하다. 베타의 밝기는 2.5시간의 주기로 2.25에서 2.31까지 변한다.